# Jedermanns Fest
Jedermanns Fest è un film austriaco del 2002 diretto e scritto da Fritz Lehner.